# Bosphore (film)
Pour les articles homonymes, voir Bosphore (homonymie).
Pour plus de détails, voir Fiche technique et Distribution.
Bosphore est un film français réalisé par Maurice Pialat, sorti en 1964.

## Synopsis
Évocation de l'histoire du Bosphore à partir de la présentation des sites et monuments.

## Fiche technique
- Titre : Bosphore
- Réalisation : Maurice Pialat
- Scénario : Maurice Pialat
- Commentaire de André Falk, dit par Pierre Asso
- Société de production : Como-Films
- Photographie : Willy Kurant
- Musique : Georges Delerue
- Montage : Bob Wade
- Pays de production : France
- Format : Couleurs - Mono - 35 mm
- Durée : 14 min
- Date de sortie : France 1964
- Visa : 27365 (délivré le 24 septembre 1963)